# Xamiatus
Xamiatus là một chi nhện trong họ Nemesiidae.
Xamiatus được miêu tả năm 1981 bởi Raven.

## Các loài
Xamiatus gồm các loài:
- Xamiatus bulburin Raven, 1981
- Xamiatus ilara Raven, 1982
- Xamiatus kia Raven, 1981
- Xamiatus magnificus Raven, 1981
- Xamiatus rubrifrons Raven, 1981